# Звездов, Иван Михайлович
Иван Михайлович Звездов — советский хозяйственный, государственный и партийный деятель.

## Биография
Родился в деревне Селищи Бутурлинского района Горьковской области. Член КПСС.
С 1949 года — на хозяйственной, общественной и политической работе.
В 1949—1977 гг.:
- на строительстве, главный инженер треста по производству Череповецкого металлургического завода,
- управляющий трестом «Кузнецкпромстрой»,
- начальник управления «Сибметаллургстрой» (при его непосредственном руководстве был построен Западно-Сибирский металлургический комбинат),
- начальник Главкузбасстроя,
- заместитель министра строительства предприятий тяжелой индустрии СССР по строительству объектов чёрной металлургии.

Избирался депутатом Верховного Совета РСФСР 8-го созыва.
Умер в Москве в 1977 году.
На сессии Новокузнецкого горсовета 4 июля 2019 года ему было присвоено звание почётного гражданина Новокузнецка.

## Память
В честь него в Новоильинском районе Новокузнецка названа улица Звездова.
Также есть улица Звездова в Центральном районе Омска.